# جیانگ ون
جیانگ وِن (انگلیسی: Jiang Wen؛ زادهٔ ۵ ژانویهٔ ۱۹۶۳) هنرپیشه، فیلم‌نامه‌نویس و کارگردان اهل کشور جمهوری خلق چین است. وی را در کشورهای دیگر به عنوان بازیگر می‌شناسند. این کارگردان برادری به نام جیانگ وو دارد که او نیز بازیگر است.